# 猛鬼舔人
《猛鬼舔人》（英語：Night of the Demons 2）電影於1994年在美國上映，為第一部《魔神之夜》的續集。其續作為1997推出的第三集《猛鬼養人》，第三部也是猛鬼舔人系列最後一部作品。

## 概述
故事大意在說一群年輕人因為被處罰，不准去參加萬聖節舞會，於是其中一人提議要到一棟鬼屋那去，不料當晚他們卻一個接一個死亡。

## 劇情簡介
某一個夜晚，Merle夢見自己被死去的姐姐Angela撕掉嘴巴，驚醒後，才發現一切都只是夢。巧合的是，因為她的室友被罰，所以自己也被牽連，導致所有人都不能去參加萬聖節舞會。其中一位室友提議去鬼屋，不知情的Merle而被騙去，其實那棟鬼屋就是Angela的所在地。
到了鬼屋後，除了少數幾人其他人都不相信Angela的存在，一直到其中一人突然消失，他們才趕緊離開。不料Angela追了出來，不僅殺了人還帶Merle回鬼屋做獻血儀式，一群人決心去拯救她，但是他們真能活著回來嗎......？

## 人物角色
| 角色名稱         | 演員            |
| ---------------- | --------------- |
| Melissa Franklin | Merle Kennedy   |
| Bibi             | Cristi Harris   |
| Johnny           | Johnny Moran    |
| Angela Franklin  | Amelia Kinkade  |
| Sister Gloria    | Jennifer Rhodes |

## 外部連結
- 互联网电影数据库（IMDb）上《猛鬼舔人》的资料（英文）